# Волощук, Евгений Георгиевич
Евгений Георгиевич «Жак» Волощук (26 мая 1957, Ленинград) — советский и российский бас-гитарист и звукорежиссёр.

## Биография
Весной 1972 года Евгений Волощук, который тогда учился в девятом классе вместе с Алексеем Зубовым создал группу Орион. Первое выступление состоялось 7 марта 1972 года в актовом зале школы № 75. Два года спустя к группе присоединился студент Политеха певец Алексей Добычин, который, помимо того, сочинял собственные песни. В 1974 году Евгений поступает в Политехнический институт, где бурлила музыкальная жизнь. В январе 1977 года пианистом Ориона стал Эдмунд Шклярский, но к лету того же года он покидает группу. В середине 1978 года во время гастролей в Бокситогорске местные чиновники прислали в Институт жалобу на «идеологически вредную» группу, что повлекло за собой официальное запрещение названия Орион.
Осенью 1978 года трое участников Ориона Волощук, Добычин и Сергей Омельниченко создали группу «Пикник». В 1981 году группа открывала Ленинградский Рок-Клуб. Именно Волощук в 1981 году после ухода Сергея Омельниченко пригласил в «Пикник» Эдмунда Шклярского. В 1982 году Евгений в составе группы записал знаменитый альбом «Дым».
В апреле 1984 года «Пикник» раскололся, и Волощук вместе с барабанщиком Леонидом Кирносом и Сергеем Шепелем покинули группу и создали группу «Продолжение следует». Поначалу вопрос, за кем остаётся название, повис в воздухе, поскольку ни та, ни другая фракция не решались предъявить на него свои права. Между тем, эти события происходили накануне II Фестиваля Рок-клуба, где «Пикник» уже был заявлен и ожидался публикой с нескрываемым интересом, а поскольку Шклярский с Савельевым явно не собирались играть там, трое других решили воспользоваться шансом, представив на фестиваль программу как из новых песен, так и пикниковских хитов начала 80-х. В группу, получившую название Продолжение Следует был приглашён ещё один основатель «Пикника» Сергей Омельниченко.
Ещё перед Фестивалем Омельниченко устроился в «Калинку»; месяцем позже ушёл и Егоров, а в июне новым гитаристом стал Андрей Мерчанский. Всё лето они репетировали в клубе Кораблестроительного института, где Волощук работал техником. В сентябре к группе «Продолжение Следует» присоединился аранжировщик Кирилл Широков.
В феврале 1985 года возник альянс с так и не собравшим концертного состава «Пикником» Шклярского. Правда, после единственного выступления во Дворце Молодёжи, «Продолжение Следует» плавно отошло в сторону, оставив «Пикнику» гитариста Евсеева, который переключился на бас.
Последний раз, урезанным составом Волощук, Евсеев и Широков, к которым присоединился барабанщик Валерий Морозов, Продолжение Следует выступило в июне 1985 года, после чего группа окончательно распадается.
С 1985 по 1986 год играл в группе «Город».
В последующие годы работал звукорежиссёром.
С лета 1996 по 2007 год — бас-гитарист группы «Санкт-Петербург».
30 января 1998 года в бывшем помещении Рок-клуба на Рубинштейна, 13 состоялся ностальгический концерт «старого» «Пикника»: Добычин, Омельниченко, Волощук и Михаил Соловейчик (ещё один ветеран ОРИОНА 70-х). Практически тот же состав участвовал и в ретро-программе «Старый Рок под Новый Год», которая была показана в декабре 1999 в ДК Дзержинского.
В составе группы «Санкт-Петербург» записал альбомы «ЛИРИКА КАПИТАЛИЗМА», «КЛАССИКА», «РЕВОЛЮЦІЯ».
В настоящий момент работает в собственной прокатной звуковой компании «JACKSOUND».
Его бас-гитара находится в экспозиции музея «Реалии русского рока».